# Gaillon-sur-Montcient
Gaillon-sur-Montcient település Franciaországban, Yvelines megyében. Lakosainak száma 691 fő (2022. január 1.). Gaillon-sur-Montcient Hardricourt, Meulan-en-Yvelines, Tessancourt-sur-Aubette, Condécourt, Longuesse és Seraincourt községekkel határos.

## Népesség
A település népességének változása:
| Lakosok száma | 675  | 680  | 697  | 677  | 671  | 665  | 670  | 677  | 691  |
|               | 2013 | 2015 | 2016 | 2017 | 2018 | 2019 | 2020 | 2021 | 2022 |